# Катажина Адамович
Катажина Адамович (пол. Katarzyna Adamowicz; нар. 7 січня 1993, Кошалін) — польська шахістка.

## Шахова кар'єра
З юних років брала участь у фіналах індивідуальних чемпіонатів Польщі, завоювавши 6 медалей: дві золоті (Колобжег 2005 — ЧП до 12 років, Турава 2007 — ЧП до 14 років), три срібні (Беся 2006 — ЧП до 14 років, Хотова 2009 — ЧП до 16 років, Мужасіхле 2011 — ЧП до 18 років) і бронзову (Сьрода-Великопольська 2007 — ЧП до 20 років). Двічі удостоїлася титулів на командному чемпіонаті Польщі з бліцу (Мельно 2007, Бидгощ 2009).
2009 року досягла двох міжнародних успіхів, у Фермо, завоювала звання чемпіонки Європи серед дівчат до 16 років, а в Пардубице — титул командної чемпіонки Європи до 18 років.
Найвищий рейтинг в кар'єрі мала станом на 1 вересня 2010 року, досягнувши 2147 очок посідала 30-те місце серед польських шахісток.
Нинішній тренер — Кшиштоф Муха.